# Lenguas arándicas
Las lenguas arándicas constituyen una pequeña familia lingüística de lenguas aborígenes de Australia que consiste en dos complejos geolectales: el arrernte y el kaytetye. La relación entre ambos grupos fue claramente demostrada en Koch (2006) mediante el método comparativo.

## Lenguas del grupo
- Kaytetye
- Pertame
- Arrernte
  - Alto arrernte
  - Bajo arrernte

## Comparación léxica
Los numerales en las diversas lenguas arándicas son:
| GLOSA | Kaytetye                          | Arrernte                       | Arrernte           | Arrernte                       | Arrernte     | Arrernte         | PROTO- ARÁNDICO            |
| GLOSA | Kaytetye                          | Alyawarr                       | Anmatjirra         | Antekerrepenhe (Andegerebinha) | Arrernte Oc. | Arrernte Or.     | PROTO- ARÁNDICO            |
| ----- | --------------------------------- | ------------------------------ | ------------------ | ------------------------------ | ------------ | ---------------- | -------------------------- |
| '1'   | a'wɪɲəɾə awenyerre                | ʌˈɲəntʰ anyent                 | (ʌ)ˈɲəntʰ (a)nyent | anyent / awenyerr              | nyinta       | ʌˈɲəntʰə anyente | *ʌˈɲəntʰə *a-nyente        |
| '2'   | a't̪əɾə atherre                    | ʌ'tθəɾᵉ atherr                 | ʌ'tθəɾᵉ atherr     | atherr                         | tařa         | ʌ'tθəɾə atherre  | *ʌ't̪əɾə *a-therre          |
| '3'   | aɾ'kwɪɲcə arrkwentye              | iɾ'pitʃ~ɾpwitʃ irrpety~rrpwety | uɾpitʃ urrpety     | urrert / urrpety               | tařaminyinta | uɾpitʃə urrpetye | *(ʌ-)ɾ'pwəcə *(a-)rrpwetye |
| '4'   | a't̪əɾa't̪əɾə atherr-atherre        | ir'pitʃʌp irrpetyap            | ʌk'ŋəɾᵊ akngerr    | akngerr                        | tařamatařa   |                  | *ʌk'ŋəɾə *akngerr / *2+2   |
| '5'   | aɾ'kwɪɲc-a't̪əɾə arrkwenty-atherre | ʌk'ŋəɾᵊ akngerr                | ʌk'ŋəɾᵊ akngerr    | akngerr                        |              |                  | *2+3                       |
| '6'   |                                   | ʌk'ŋə in'ŋʌ akngerr innga      |                    |                                |              |                  |                            |